# Steinbach (Jöhstadt)
Steinbach ist Ortsteil von Jöhstadt im Erzgebirgskreis. Die erste Erwähnung des Ortes stammt aus dem Jahr 1401. Gemeinsam mit seinem Ortsteil Oberschmiedeberg wurde Steinbach am 1. Januar 1999 nach Jöhstadt eingemeindet.

## Geografische Lage

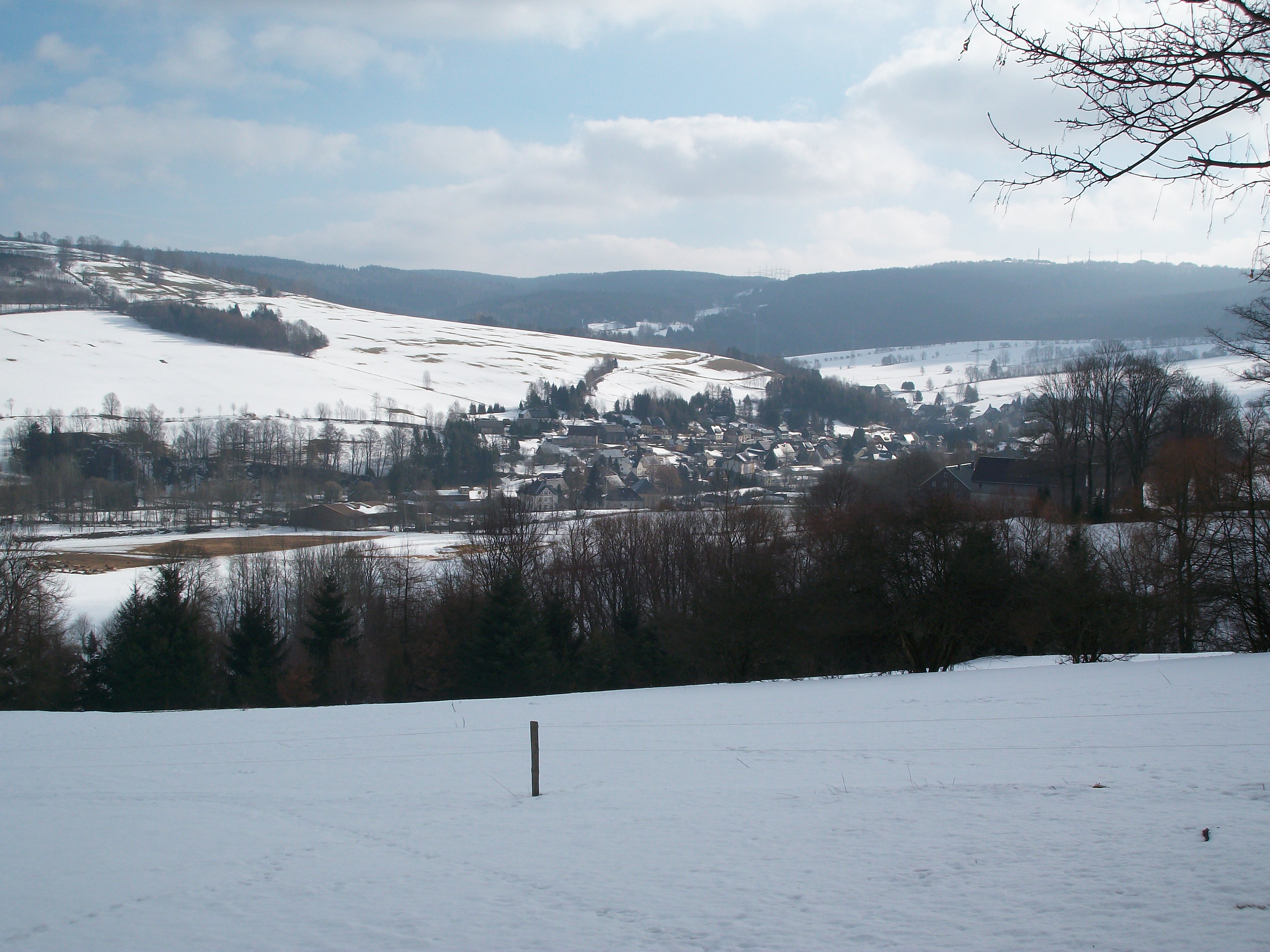
Steinbach, Blick von Oberschaar

### Lage
Die Ortslage befindet sich in einer durch mehrere hier aufeinanderstoßende Täler gebildeten Talsenke des mittleren Erzgebirges im Erzgebirgskreis. Der Ort wird durch den Verlauf des Baches Steinbach sowie durch die Preßnitz bestimmt, die Hauptwege des Ortes verlaufen entlang der Wasserläufe. Der Ortsteil Steinbach befindet sich rund 8,5 km nordöstlich des Stadtkerns von Jöhstadt in einer Höhenlage zwischen 550 und 650 m über NN. Den südöstlichen Abschluss der Ortslage bildet der 890 Meter hohe Hirtstein, südwestlich grenzt der 817 Meter hohe Glösenstein an den Ort.
Durch die Lage in einer verzweigten Talsenke entwickelte sich der Ort frühzeitig als Waldhufendorf, indem die Grundstücke streifenweise mehr oder weniger weit von der Talsohle die Berghänge hinauf aufgeteilt wurden.

### Nachbarorte
| Arnsfeld mit Oberschaar | Oberschmiedeberg                            |             |
| Grumbach                | Kompassrose, die auf Nachbargemeinden zeigt | Reitzenhain |
| Schmalzgrube            |                                             | Satzung     |

## Geschichte

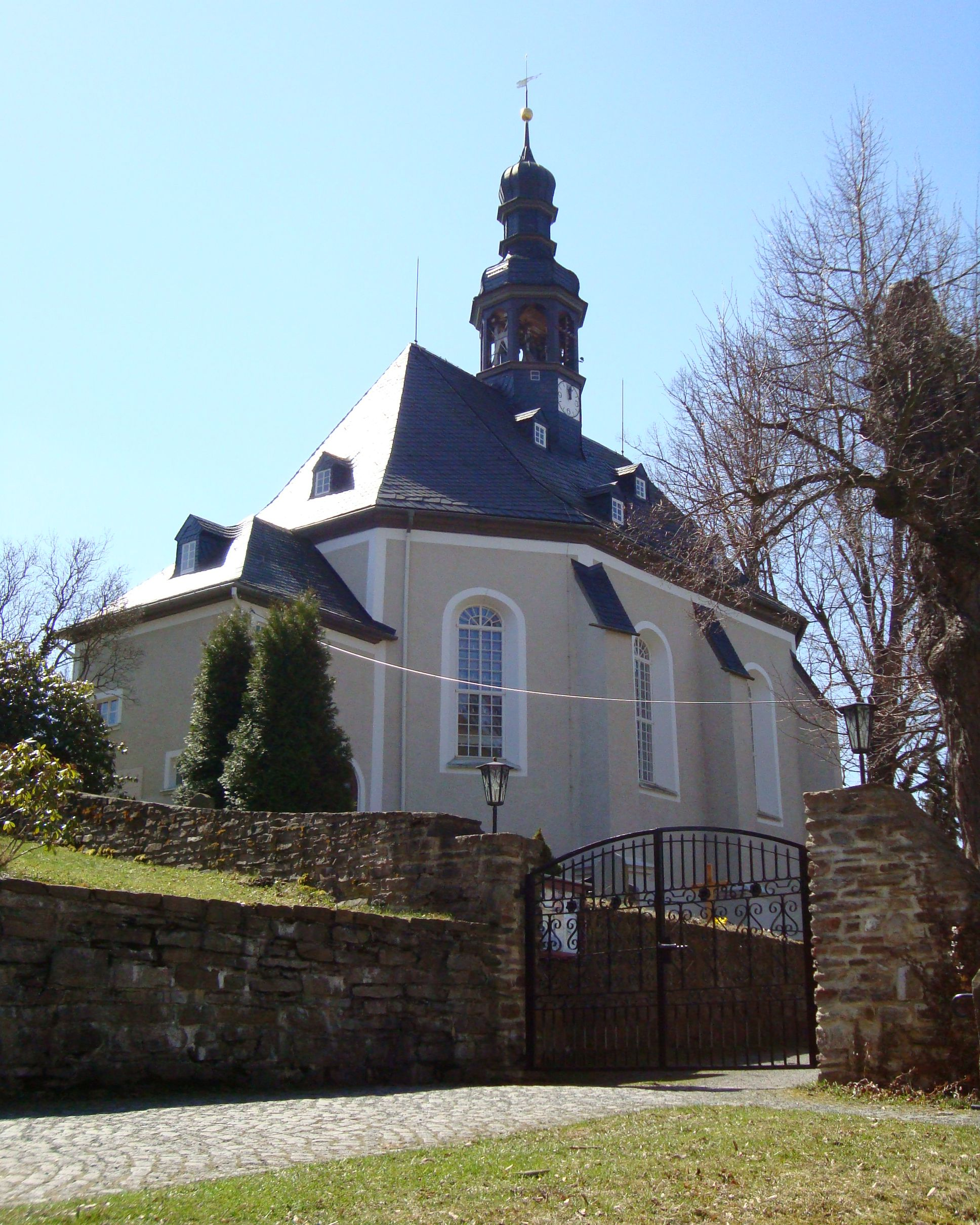
Die Steinbacher Kirche

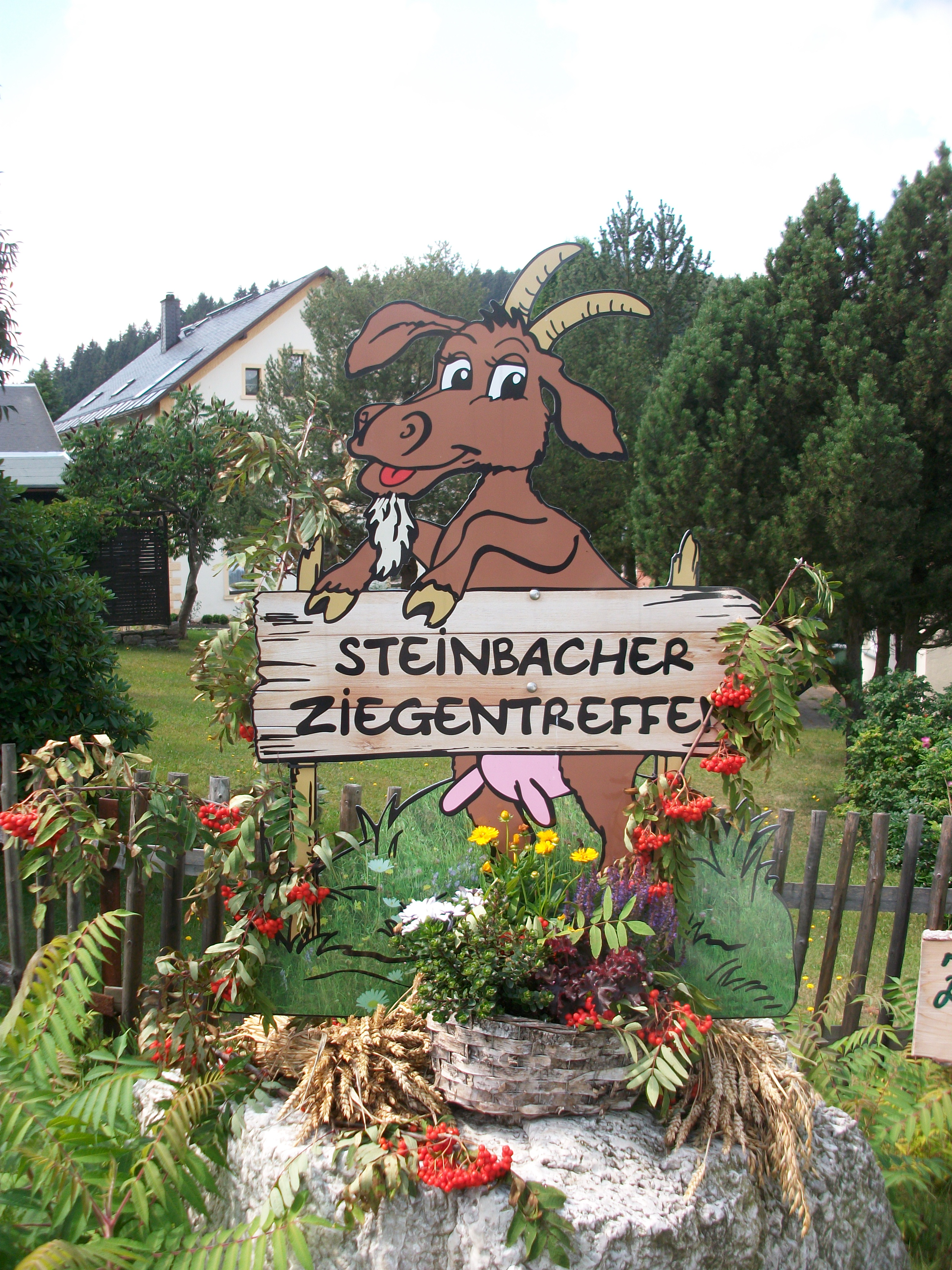
Steinbacher Ziegentreffen, Infotafel

Der Name des Ortes wurde von dem gleichnamigen Bach, der am Hang des Hirtsteins entspringt und den Großteil des Ortes durchfließt, abgeleitet. Nach heutiger Kenntnis wurde Steinbach etwa um das Jahr 1200 im Rahmen der planmäßigen Besiedelung des das gesamte Erzgebirge bedeckenden Urwaldes von fränkischen Siedlern gegründet. Die erste Erwähnung des Ortes datiert aus einer Urkunde des böhmischen Königs Wenzel aus dem Jahr 1401. Zwischen 1684 und 1686 entstand die Steinbacher Kirche nach dem Vorbild der zwischen 1679 und 1681 erbauten Pfarrkirche zur Ehre Gottes in Bernsbach bei Aue. Nachdem Steinbach bis 1693 nach Arnsfeld gepfarrt war, wurde Steinbach mit dem 1501 erstmals erwähnten Oberschmiedeberg eine eigenständige Pfarrgemeinde. Um Steinbach wurde wie im gesamten Erzgebirge Bergbau betrieben. Davon zeugt u. a. der 1748 aufgefahrene Andreas-Gegentrum-Stolln, der seit 1997 als Besucherbergwerk betrieben wird. 1792 erhielt er zur Erzaufbereitung ein eigenes Pochwerk. Zwischen 1749 und 1841 wies die Grube eine Erzausbeute von ca. 140 Kilogramm Silber pro Jahr auf sowie eine große Ausbeute an Kobalt. Dennoch lebten die Einwohner von Steinbach eher von der Land-, Wald- und Holzwirtschaft.
Steinbach lag bis 1856 als Amtsdorf im kursächsischen bzw. königlich-sächsischen Amt Wolkenstein. Ab 1856 gehörte der Ort zum Gerichtsamt Jöhstadt und ab 1875 zur Amtshauptmannschaft Annaberg. Im Jahr 1878 wurde die Freiwillige Feuerwehr des Orts gegründet. Mit der Eröffnung der Schmalspurbahn Wolkenstein–Jöhstadt erhielt Steinbach im Jahr 1892 Eisenbahnanschluss.
Der Nachbarort Oberschmiedeberg wurde am 1. Januar 1949 ein Ortsteil von Steinbach. Durch die zweite Kreisreform in der DDR kam Steinbach im Jahr 1952 zum Kreis Annaberg im Bezirk Chemnitz (1953 in Bezirk Karl-Marx-Stadt umbenannt), der ab 1990 als sächsischer Landkreis Annaberg fortgeführt wurde und 2008 im Erzgebirgskreis aufging. Am 13. Januar 1984 verkehrten die letzten Personenzüge zwischen Niederschmiedeberg und Jöhstadt. Dadurch ging auch der Bahnhof Steinbach (b. Jöhstadt) außer Betrieb. Auf dem Areal der Station wurde ein Kindergarten errichtet, der 1999 wieder abgerissen wurde. Seit 1998 besteht zwischen den Kirchgemeinden Arnsfeld und Steinbach ein Schwesterkirchverhältnis.
Am 1. Januar 1999 erfolgte die Eingemeindung der Gemeinde Steinbach mit dem Ortsteil Oberschmiedeberg nach Jöhstadt. Seit August 2000 ist der Steinbacher Bahnhof der nördliche Endpunkt der als Museumsbahn betriebenen Preßnitztalbahn.

### Wappen
Das Ortswappen von Steinbach bildet einen grünen Baum ab, der auf einem schwarzen Felsen steht. Darunter symbolisieren zwei blaue Wellenbalken einen Bach. Der Hintergrund ist weiß. Das Wappen stellt die Lage des Orts in den waldreichen Tälern des Steinbachs und der Preßnitz dar.

### Entwicklung der Einwohnerzahl
| Jahr | Einwohnerzahl                           |
| ---- | --------------------------------------- |
| 1551 | 17 besessene Mann, 8 Inwohner           |
| 1764 | 16 besessene Mann, 54 Häusler, 2½ Hufen |
| 1834 | 747                                     |
| 1871 | 1096                                    |

| Jahr | Einwohnerzahl |
| ---- | ------------- |
| 1890 | 1236          |
| 1910 | 1050          |
| 1925 | 1004          |
| 1939 | 1089          |

| Jahr | Einwohnerzahl |
| ---- | ------------- |
| 1946 | 1161          |
| 1950 | 1521          |
| 1964 | 1331          |
| 1990 | 1024          |
| 2011 | 849           |

## Sehenswürdigkeiten und Gedenkstätten

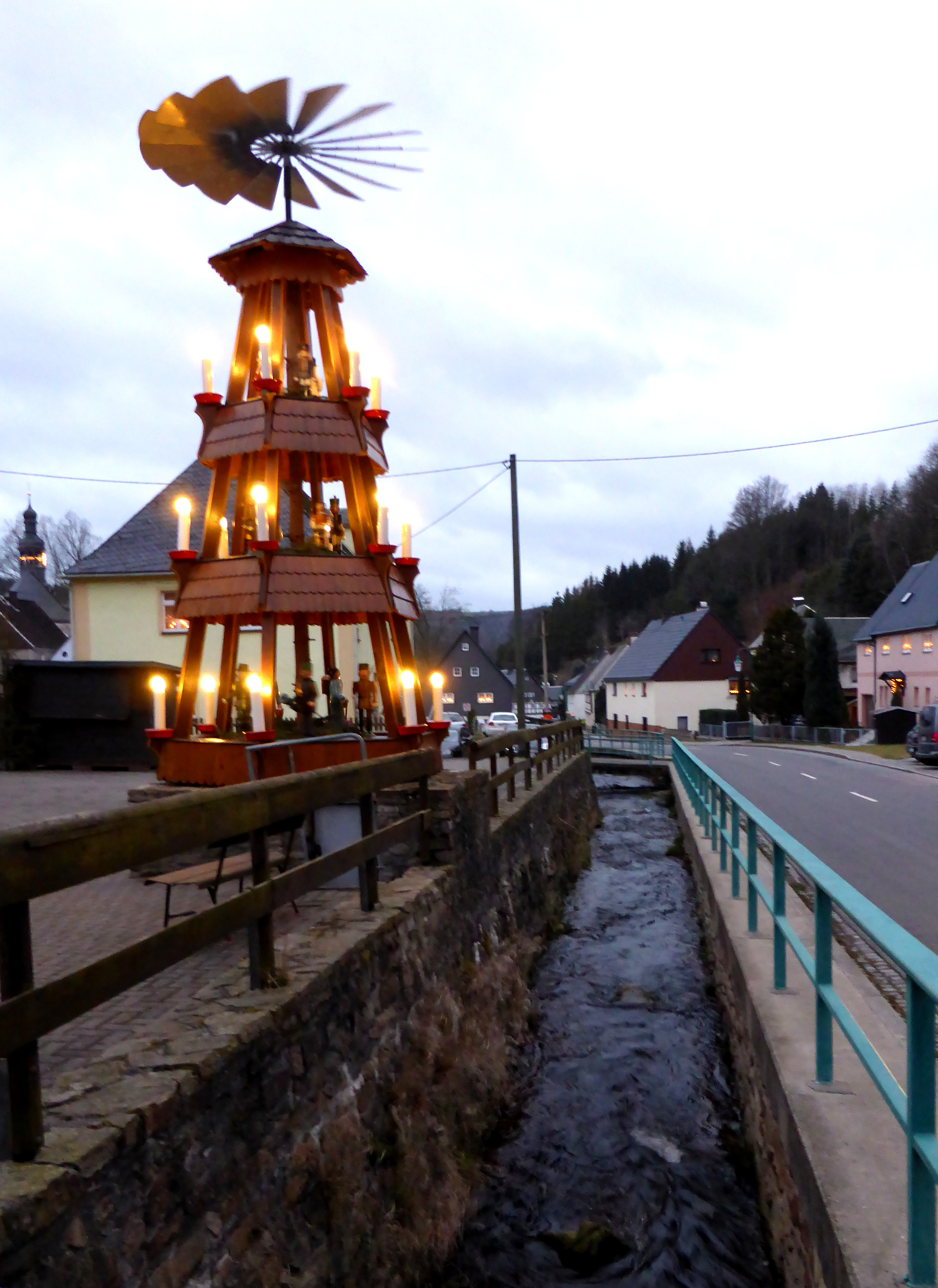
Ortspyramide Steinbach

### Sehenswürdigkeiten
- Bahnhof Steinbach, nördlicher Endpunkt der wiederhergestellten Preßnitztalbahn
- Kirche Steinbach, zwischen 1684 und 1686 erbaut, mit einem Kanzelaltar aus dem Jahre 1715, einem an der Decke hängenden Taufengel und einer Orgel aus dem Jahre 1932.[9]
- Andreas-Gegentrum-Stolln[10]
- Hirtstein, bemerkenswerte Basaltlager-Felsformation
- Ortspyramide Steinbach
- zahlreiche Fachwerkhäuser im Ortsgebiet
- Mettenschichten: am Samstag vor dem 2. Advent im Besucherbergwerk Andreas Gegentrum und am 25. Dezember um 5.00 Uhr in der Steinbacher Kirche.

### Gedenkstätten
Ein Gedenkstein am alten Ulanenweg erinnert an 26 nicht bekannte KZ-Häftlinge aus dem Außenlager Wille in Tröglitz/Rehmsdorf des KZ Buchenwald, die bei der Bombardierung ihres Transportzuges flohen, wieder eingefangen und von SS-Männern ermordet wurden.

## Wirtschaft und Verkehr

### Verkehrsanbindung

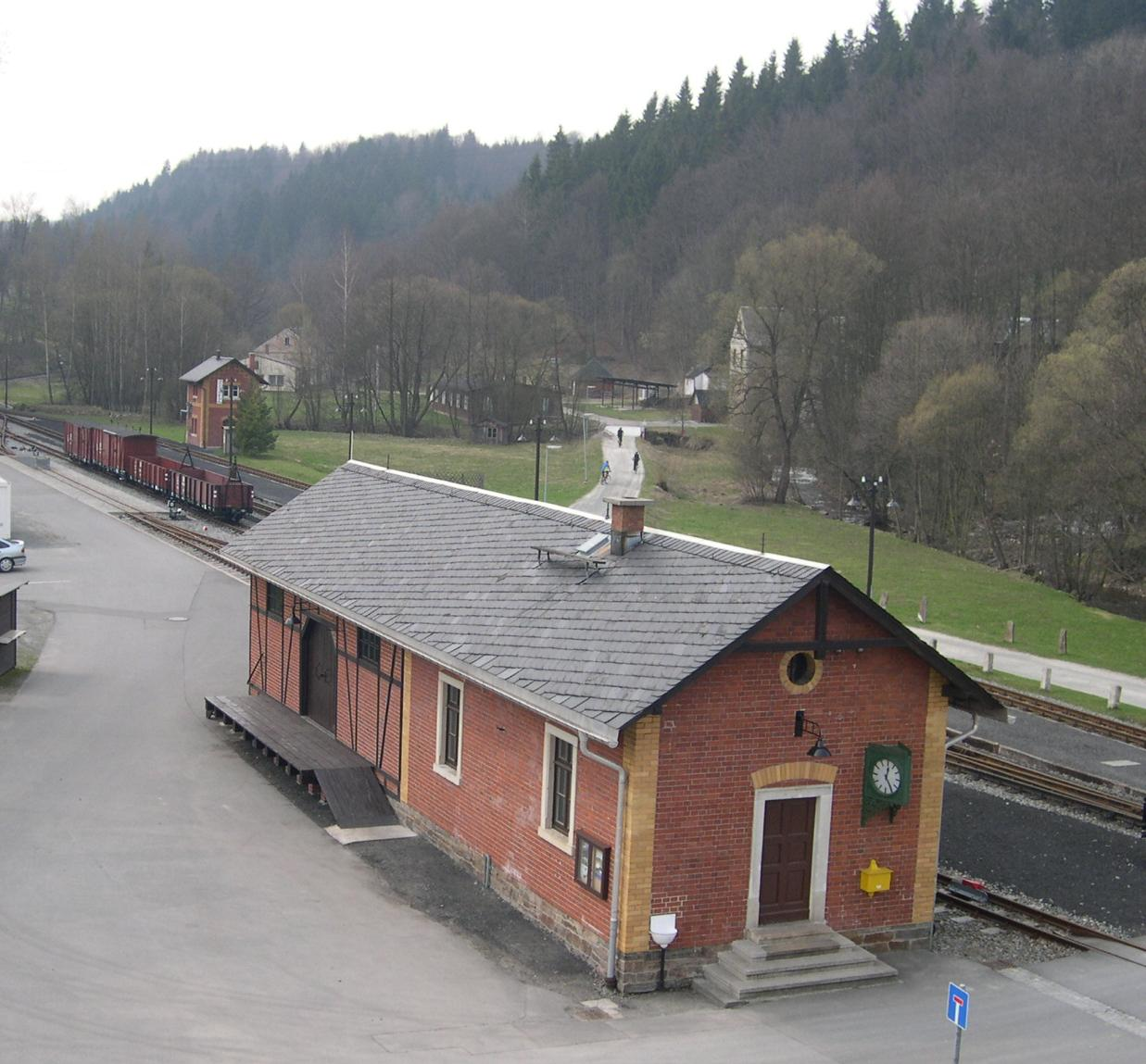
Das rekonstruierte Bahnhofsgebäude von Steinbach der Schmalspurbahn Wolkenstein–Jöhstadt

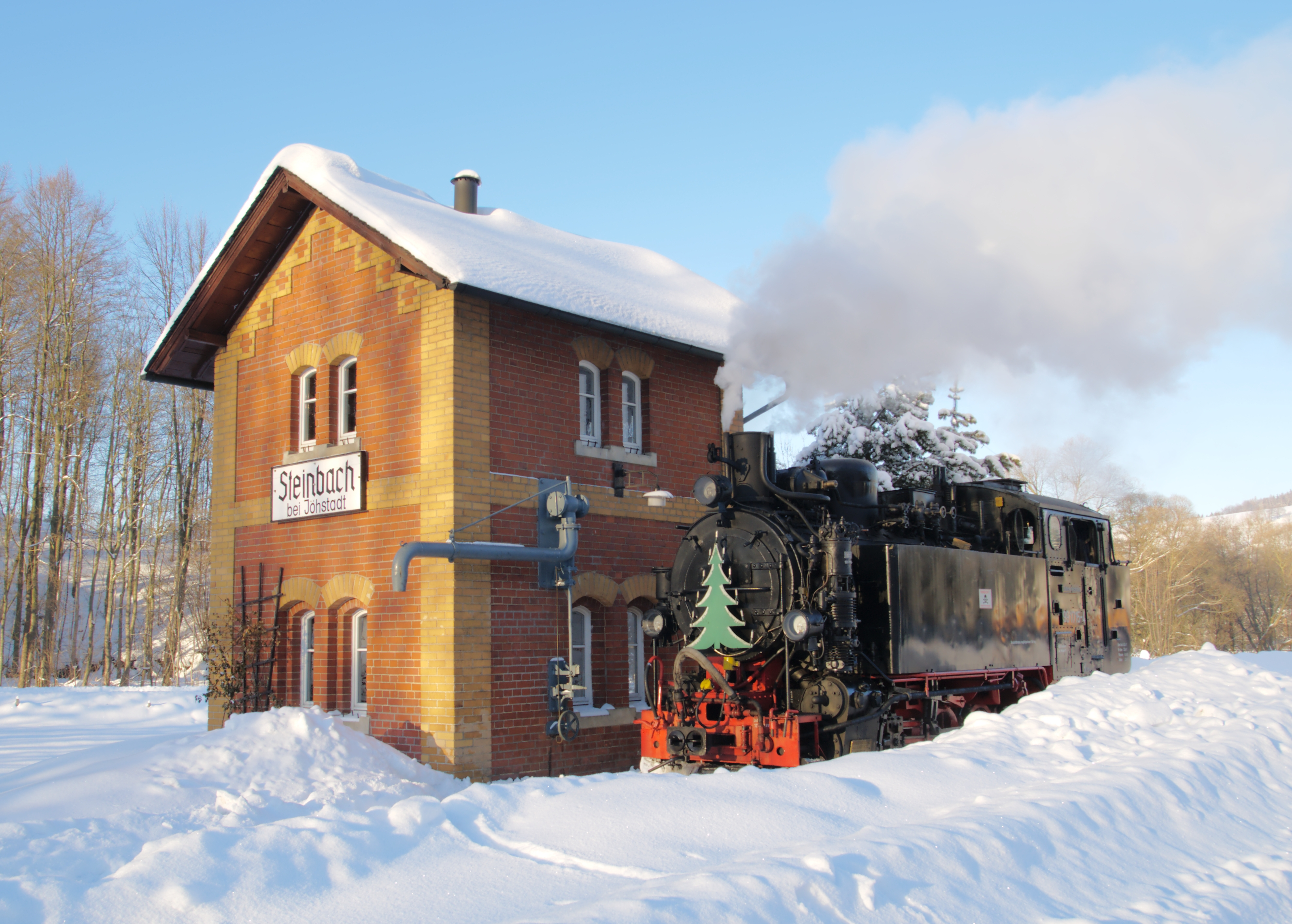
VI K 99 1715 am Wasserhaus im Bahnhof Steinbach (2010)

Von 1892 bis 1984 führte die Schmalspurbahn Wolkenstein–Jöhstadt durch den Ort. Nach der Einstellung der Strecke und dem Abbau der Gleisanlagen wurde 1985 auf dem Bahnhofsgelände eine Kindertagesstätte errichtet, die 1999 für die Wiedererrichtung der Gleisanlagen wieder abgerissen wurde.
Seit August 2000 ist Steinbach mit der Einweihung des Abschnittes Steinbach-Hp.Stolln der Museumsbahn Steinbach–Jöhstadt Endpunkt der Eisenbahn, die Gleisanlagen wurden auf dem früheren Gleisplanum in Anlehnung an den Gleisplan der 1930er Jahre wieder errichtet.
Ein weit verzweigtes Wanderwegenetz geht von Steinbach aus. Durch den Ort führt der Annaberger Landring (Südring).

### Wirtschaft
Mehrere Jahrhunderte prägte der Bergbau die Region des Preßnitztales, so sind auch heute noch in der Nähe von Steinbach zahlreiche Zeugnisse des Silbererzbergbaues zu finden. Auch die im Gefolge des zurückgehenden Bergbaus entstandene Posamentenindustrie sowie das gewerbsmäßige Herstellen von Holzartikeln ist wieder verschwunden. Heute prägen einige kleine und mittelständische Gewerbebetriebe das Ortsbild, Land- und Forstwirtschaft sind im Umland präsent.
Steinbach war bis 2018 staatlich anerkannter Erholungsort.

## Bilder

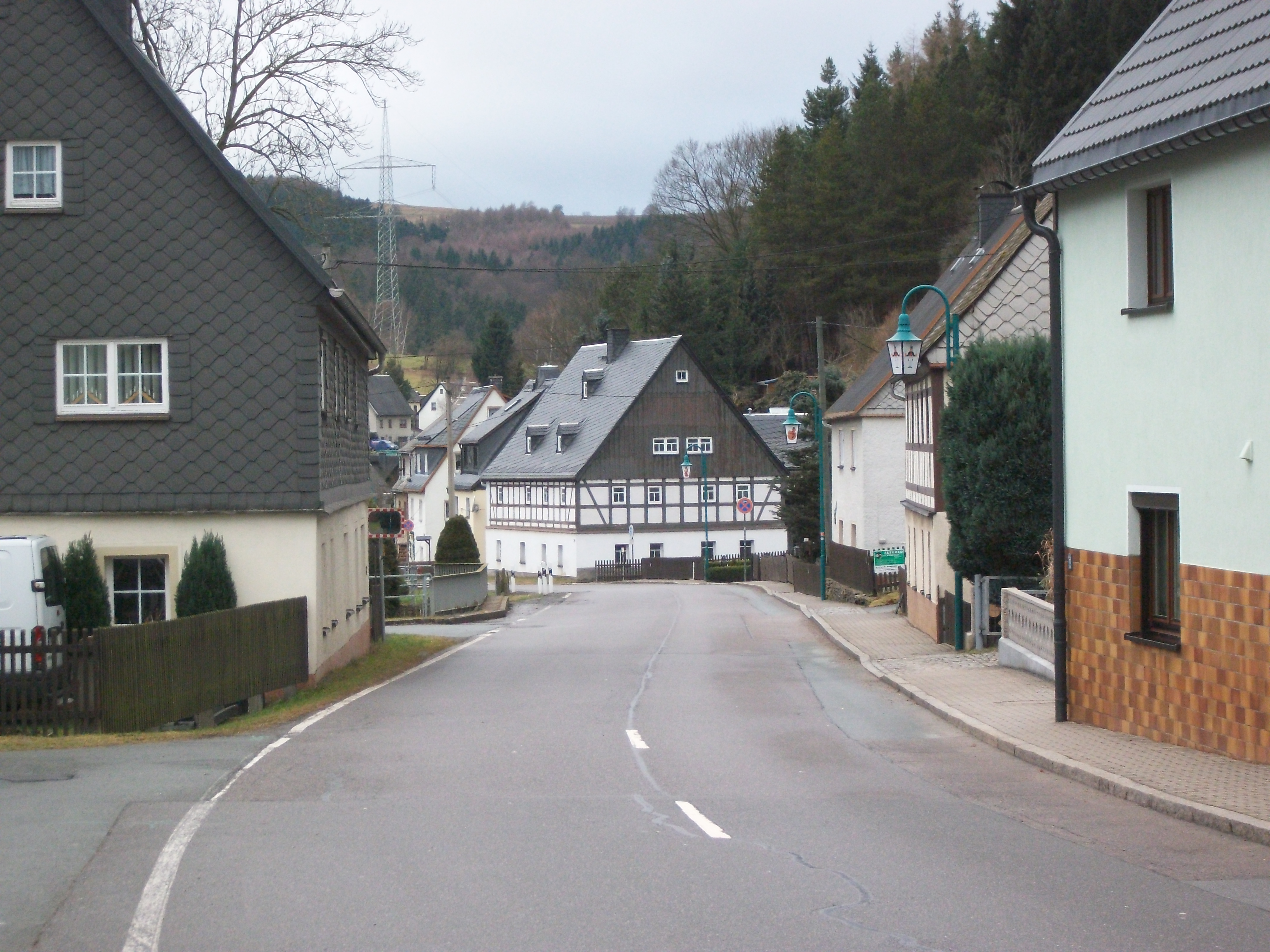
Hauptstraße in Steinbach
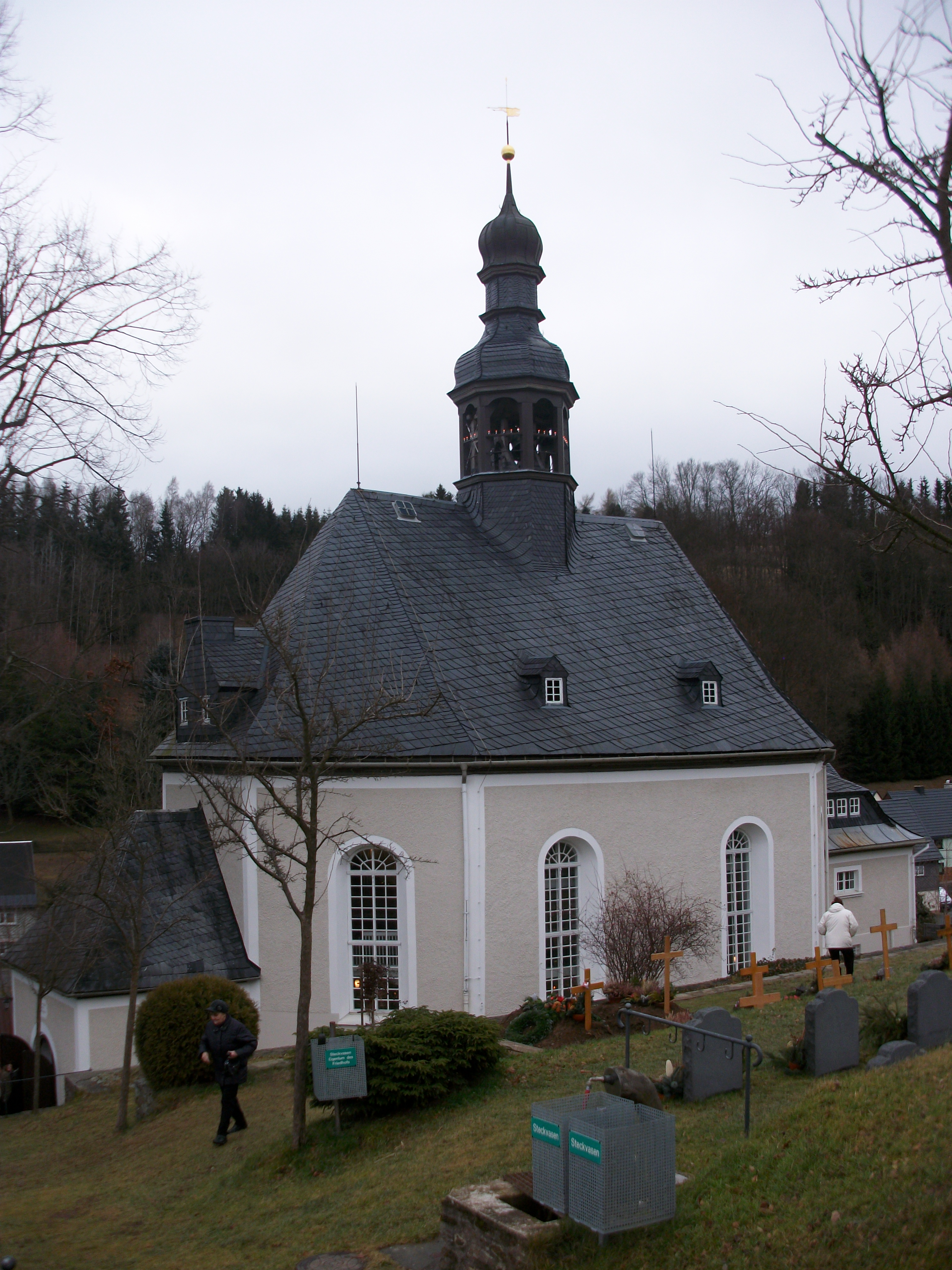
Steinbach, ev.-luth. Kirche
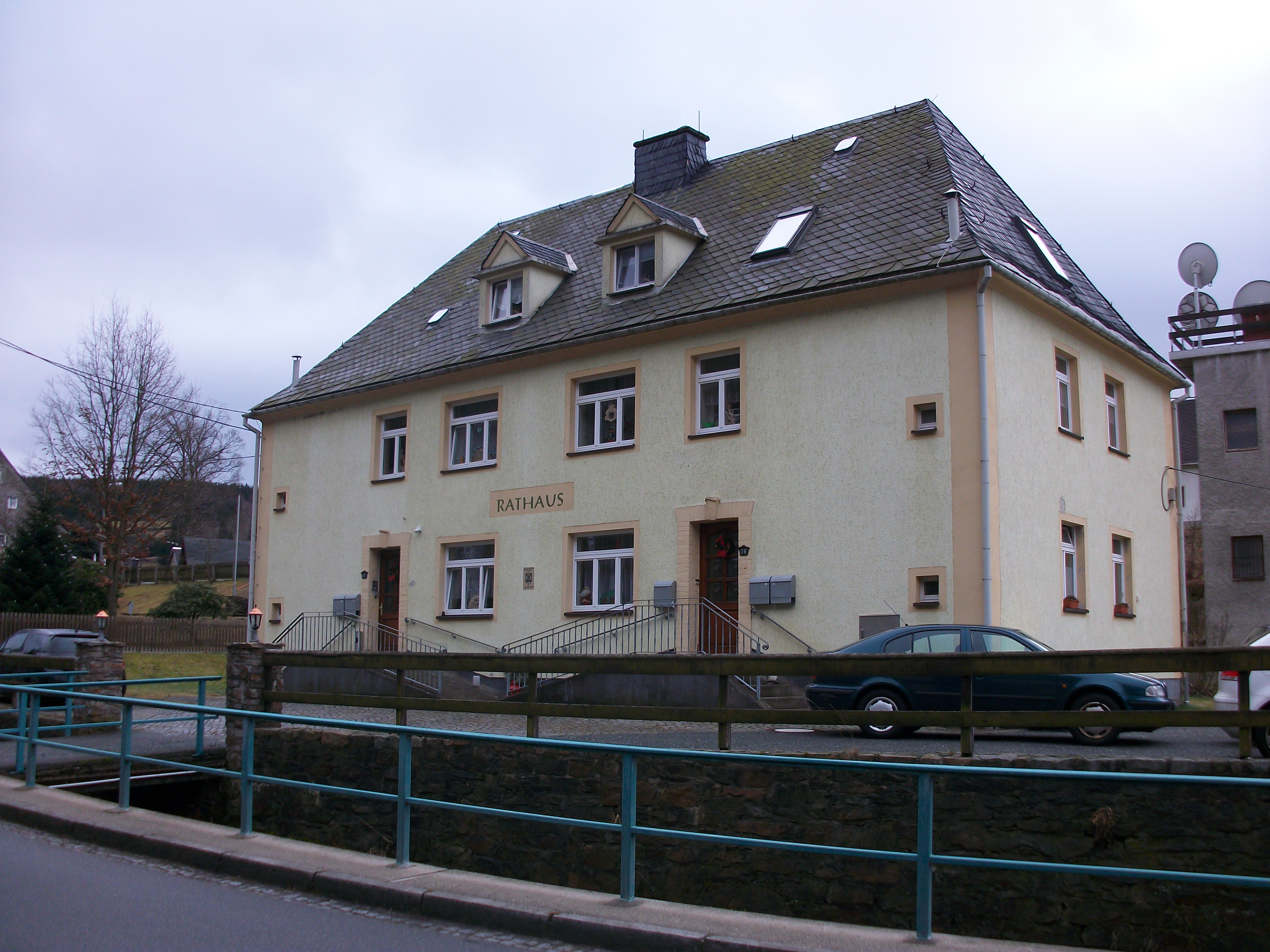
Rathaus von Steinbach
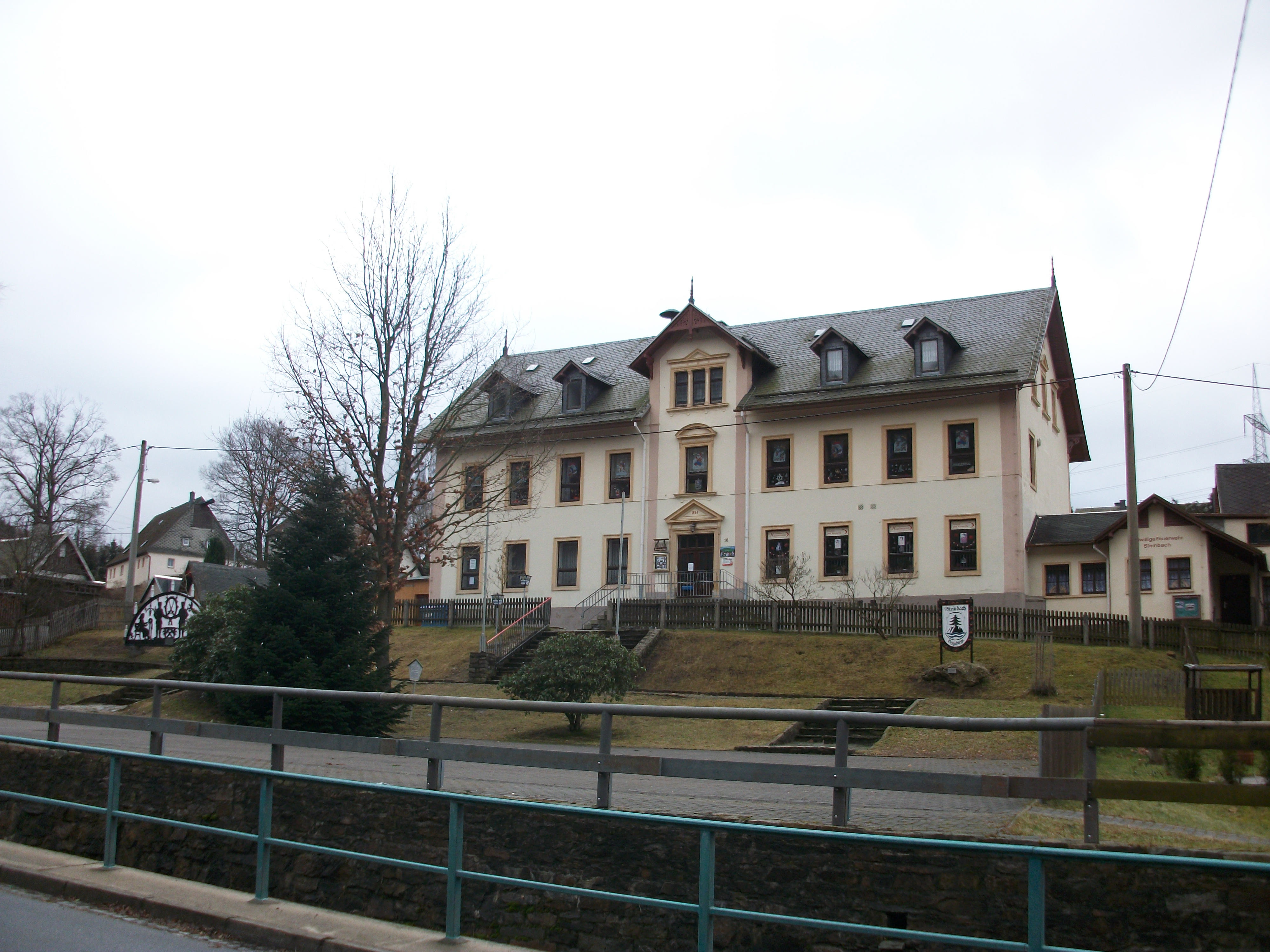
Schulgebäude von Steinbach
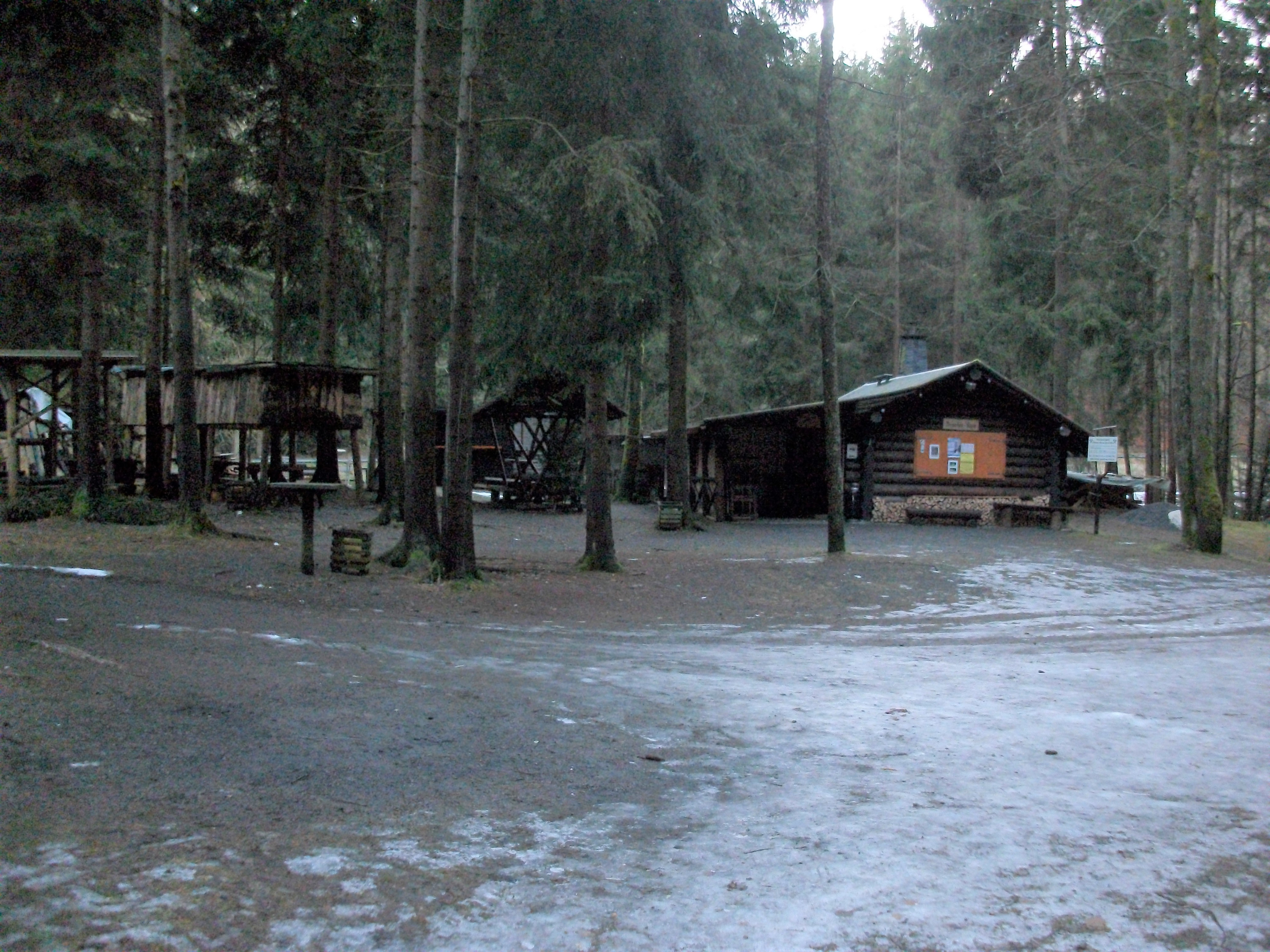
Andreas-Gegentrum-Stolln (2017)